# 長野県道244号温田停車場早稲田線
長野県道244号温田停車場早稲田線（ながのけんどう244ごう ぬくたていしゃじょうわせだせん）は、長野県下伊那郡泰阜村の飯田線温田駅と下伊那郡阿南町の国道151号交点を結ぶ一般県道。

## 概要

### 路線データ
- 起点：下伊那郡泰阜村（飯田線温田駅）
- 終点：下伊那郡阿南町大字東条字早稲田（国道151号交点）

## 交差する道路
- 長野県道1号飯田富山佐久間線
- 長野県道113号粟野御供線
- 国道151号

## 周辺
- 飯田線
- 阿南警察署
- 長野県阿南高等学校
- 阿南町役場